# آسامی کاواساکی
آسامی کاواساکی (انگلیسی: Asami Kawasaki؛ زادهٔ ۱۸ اکتبر ۱۹۸۴) بازیگر، و کشتی‌گیر کشتی حرفه‌ای اهل کشور ژاپن است. از فیلم هایی که بازی کرده است میتوان به مجموعه ی تلویزیونی میخک اشاره کرد.